# Mechta (ciruela)
Mechta en ruso: Мечта es una variedad cultivar de ciruelo (Prunus domestica), de las denominadas ciruelas europeas,
una variedad de ciruela obtenida en el "Centro de referencia Dubovsky". Las frutas tienen un tamaño muy grande, forma ampliamente redondeados, siendo el color púrpura oscuro, cubiertos con una fuerte capa cerosa, la piel es densa, y pulpa de color amarillo verdoso, tierna-fibrosa, muy jugosa, dulce, el jugo es incoloro.

## Sinonimia
- "Мечта",
- "Sueño",
- "Слива Мечта",
- "Sliva Mechta".[3][5]

## Historia
'Mechta' es una variedad de ciruela que se obtuvo por el equipo de obtentores R.V. Korneev, y L.K. Zhukov en el Centro de referencia Dubovsky perteneciente al "Instituto de Investigación Agrícola del Bajo Volga" mediante la siembra de semillas de la variedad 'Rannyaya Sinyaya' como "Parental Madre" x como "Parental Padre" el polen de una polinización libre.
'Mechta' se encuentra en fase de evaluación estatal de variedades desde 1980.

## Características
'Mechta' es un árbol vigoroso, de copa redondeada y densa. La corteza del tronco y las ramas principales es gris y escamosa. Las ramas se extienden desde el tronco en un ángulo de 60°. Los brotes son rectos, de longitud y grosor medianos, de color marrón grisáceo. Presentan numerosas lenticelas. Las yemas son pequeñas, cónicas y marrones, unidas al brote en un ángulo de 45°. Las hojas son grandes, ovaladas, onduladas, de color verde por fuera y verde claro por dentro, ligeramente pubescentes y de punta corta. El limbo es cóncavo. La base es redondeada. El borde de la hoja es cóncavo y aserrado. El pecíolo es largo, verde, ligeramente pubescente y pigmentado. Presenta dos glándulas marrones de tamaño mediano. Las flores son dobles y simples, blancas, medianas y desnudas. La fructificación se concentra principalmente en las ramas péndulas y los brotes anuales débiles. La floración ocurre en la primera década de mayo. La variedad es parcialmente autofértil. Los mejores polinizadores son 'Volgogradskaya' y 'Rannyaya Sinyaya'.
'Mechta' tiene frutos de tamaño muy grande, siendo su peso promedio de 50 a 60 gr, de forma ampliamente redondeados, siendo el color púrpura oscuro, cubiertos con una fuerte capa cerosa, la piel es densa, La parte superior del fruto tiene un hueco pequeño, una base redondeada, un embudo mediano; la sutura ventral es pequeña, apenas perceptible; la pulpa es amarillo verdoso, tierna-fibrosa, muy jugosa, dulce, el jugo es incoloro. Los frutos contienen materia seca - 15.86%, azúcares - 11.47%, ácidos - 0.34%, ácido ascórbico - 8.78 mg / 100 g.
Hueso hueso es semi adherente, mediano, redondo, se separa de la pulpa de manera promedio.
El fruto madura en la primera y segunda década de septiembre.

## Usos
Una variedad de frutos aptos para consumo en fresco y procesamiento, es adecuada para hacer mermeladas, compotas, y usos culinarios varios.

## Susceptibilidades
Presenta una alta resistencia al invierno. En inviernos severos e inviernos con frecuentes deshielos y fluctuaciones bruscas de temperatura, se observa congelación parcial de los botones florales. 
Es ligeramente vulnerable a enfermedades y plagas. Presenta buena transportabilidad. 
La variedad es adecuada para huertos intensivos. 
Ventajas de la variedad: alta resistencia al invierno, productividad, calidad del fruto. 
Desventajas de la variedad: árboles vigorosos y presencia de polinizadores.